# Lycaena coeruleabasalis
Lycaena coeruleabasalis är en fjärilsart som beskrevs av Heinrich Andres 1931. Lycaena coeruleabasalis ingår i släktet Lycaena och familjen juvelvingar. Inga underarter finns listade i Catalogue of Life.